# Santiago Ramírez Morales

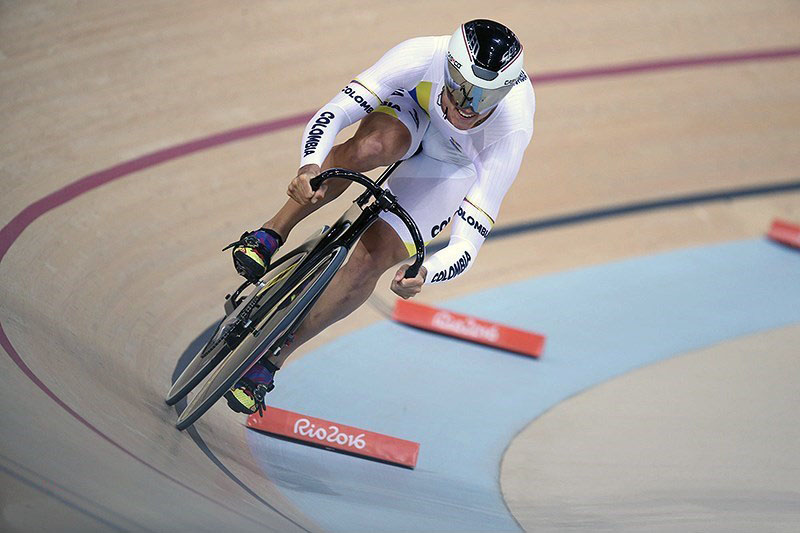
Ramírez bei den Olympischen Spielen 2016

Santiago Ramírez Morales (* 20. Juli 1994 in Cali) ist ein kolumbianischer Bahnradsportler, der auf Kurzzeitdisziplinen spezialisiert ist.

## Sportliche Laufbahn
2013 errang Santiago Ramírez zwei Medaillen bei den panamerikanischen Radsportmeisterschaften, eine silberne in Keirin und eine bronzene im Sprint, im Jahr darauf errang er drei Medaillen. Beim Lauf des Bahnrad-Weltcups 2013/14 in Guadalajara belegte er Platz zwei im Keirin. 2015 wurde er Panamerikameister im 1000-Meter-Zeitfahren, im Jahr darauf belegte er bei den Bahnradsport-Weltmeisterschaften 2016 im Zeitfahren Platz neun.
Im selben Jahr wurde Ramírez für den Start im Sprint bei den Olympischen Spielen in Rio de Janeiro nominiert und belegte Rang 23. 2017 wurde er mit Rubén Murillo und Fabián Puerta Panamerikameister im Teamsprint, im Jahr darauf errang er den Titel im 1000-Meter-Zeitfahren. Bei den Panamerikaspielen 2019 gewann er mit Rubén Murillo, Kevin Quintero und Juan Esteban Arango Silber im Teamsprint, 2021 wurde er mit Quintero und Murillo Panamerikameister in dieser Disziplin. 2023 wurde er Dritter der Vuelta al Valle del Cauca sowie Vierter der Vuelta a Antioquia. 2024 wurde er zweifacher *  Panamerikameister im Zeitfahren und mit Murillo und Quintero im Teamsprint, im Sprint errang er Bronze.

## Erfolge
2013
- Panamerikameisterschaft – Keirin
- Panamerikameisterschaft – Sprint

2014
- Panamerikameisterschaft – Teamsprint (mit Rubén Murillo und Fabián Puerta)
- Panamerikameisterschaft – 1000-Meter-Zeitfahren, Sprint

2015
- Panamerikameister – 1000-Meter-Zeitfahren

2016
- Panamerikameister – 1000-Meter-Zeitfahren, Teamsprint (mit Rubén Murillo und Fabián Puerta)
- Panamerikameisterschaft – Sprint

2017
- Panamerikameister – Teamsprint (mit Rubén Murillo und Fabián Puerta)
- Panamerikameisterschaft – 1000-Meter-Zeitfahren
- Kolumbianischer Meister – Sprint

2018
- Panamerikameister – 1000-Meter-Zeitfahren
- Panamerikameisterschaft – Keirin

2019
- Panamerikaspiele – Teamsprint (mit Rubén Murillo, Kevin Quintero und Juan Esteban Arango)
- Panamerikameisterschaft – 1000-Meter-Zeitfahren

2021
- Panamerikameister – Teamsprint (mit Kevin Quintero und Rubén Murillo)
- Panamerikameisterschaft – Sprint, Keirin, 1000-Meter-Zeitfahren

2022
- Juegos Bolivarianos – Sprint
- Kolumbianischer Meister – Keirin, 1000-Meter-Zeitfahren, Teamsprint (mit Carlos Echeverrri und Juan David Ochoa)

2023
- Panamerikameisterschaft – 1000-Meter-Zeitfahren

2024
- Panamerikameister – 1000-Meter-Zeitfahren, Teamsprint (mit Rubén Murillo und Kevin Quintero)
- Panamerikameisterschaft – Sprint